# Pinça (ferramenta)

A W-type external-thread collet (red) being pulled into its spindle seat (green) with a drawbar (blue), clamping, rotating and then releasing a shaft.

Uma pinça é uma manga, luva, faixa ou gola segmentada. O termo pinça geralmente se refere a um tipo de mandril que usa pinças para segurar uma peça de trabalho ou uma ferramenta (como uma broca), mas tem outras aplicações mecânicas. A superficie externa uma pinça geralmente é cônica (ou seja, um cone truncado) e a intera é cilíndrica. A pinça pode ser apertada contra um cone femea (porta pinça) de tal forma que sua superfície interna se contraia em um diâmetro ligeiramente menor, apertando a ferramenta ou peça de trabalho para segurá-la com segurança. Na maioria das vezes, a pinça é feita de aço mola, com um ou mais cortes de corte ao longo de seu comprimento para permitir que ela se expanda e contraia. Este tipo de pinça segura a superfície externa da ferramenta ou peça de trabalho que está sendo fixada. Este é o tipo mais comum de mandril de pinça. Uma pinça externa prende-se à superfície interna ou furo de um cilindro oco. A conicidade da pinça é interna e a pinça se expande quando uma conicidade correspondente é desenhada ou forçada na conicidade interna da pinça. Como dispositivo de fixação, as pinças são capazes de produzir uma alta força de fixação e alinhamento preciso. Embora a superfície de fixação de uma pinça seja normalmente cilíndrica, ela pode ser feita para aceitar qualquer forma definida.

## References
1. ↑  Smid, Fischer (2011). Manual de tecnologia metal mecânica. [S.l.: s.n.] ISBN 9788521215820